# فرانك برينكمان
فرانك برينكمان (بالألمانية: Frank Thomas Brinkmann) (و. 1961 – م) هو عالم عقيدة، وأستاذ جامعي، من ألمانيا، ولد في دورتموند.

## مناصب وهيئات
أدار جامعة غيسن.